# Jakten på en mördare
Jakten på en mördare är en svensk deckare/ kriminalare/polisserie från 1999 med bland annat Niels Dybeck och Allan Svensson. Serien är en miniserie i 3 delar bestående av "Jakten på en mördare - Lögnen" (dubbelavsnitt - 2 delar) och "Jakten på en mördare - Veronika" (1 avsnitt).
I första avsnittet/dubbelavsnittet "Lögnen" får vi följa Stockholmspolisen, med Max Falck och hans kriminalteam, som tar sig an ett mord på en man som verkar ha anknytning till polisen själva. En härva av lögner, svek och prostitution börjar nysta upp sig och påverkar relationen mellan alla i teamet...
I tredje fristående fortsättningsavsnittet "Veronika" skickas kriminalteamet till ett ålderdomshem där en äldre dam rapporterats ha dött under mystiska omständigheter. I hennes badrum har någon skrivit "Veronika" med stora svarta bokstäver på kakelväggen och ritad en hängd gubbe. Är det ett mord? Och vem är Veronika? Även relationerna mellan personerna i det nya teamet utvecklas och sätts på hårda prov. 
Serien hade premiär i Sveriges Television 1999 och spelades in under 1998. Den är skapad av Michael Hjorth och Tomas Tivemark, som även gjort tv-serien Cleo.

## Rollista
- Niels Dybeck - Max Falck
- Allan Svensson - Torsten Östlund
- Ann-Sofie Rase - Sanna Nyberg
- Olle Jansson - Vincent Tobiasson
- Eddie Axberg - Harry Berggren
- Thomas Roos - Sten Olson
- Jan Årfström - Martin Fors
- Richard Turpin - Carl Franzén
- Tomas Tivemark - Stefan Kronlund
- Tord Peterson - Åke Sundgren
- Margreth Weivers - Stina Sundgren
- Max Lundqvist - Jonas Sundgren
- Katharina Cohen - Gisela Edkvist
- Anna Björk - Elisabeth Tobiasson
- Lars Amble - Staffan Arbman
- Jan Mybrand - Emil Grankvist
- Åke Lundqvist - väktare på bank